# Єремія II Транос
Єремія II Транос (близько 1530 — 1595, Константинополь) — константинопольський патріарх (1572–1579, 1580–1584, 1589-1595 роки).

## Життєпис
Він народився близько 1530 (або 1536) в Агіалосі. Він здобув освіту у вчителів Ієрофея Монемвасійського, Арсенія Торнового, Даміаноса Студіта, Матвія Крітікоса  та Дамаскіна Навпактського.
За підтримки Михайла Кантакузіна він був обраний митрополитом Лариси близько 1568 року. Коли Кантакузину вдалося скинути патріарха Митрофана III, Єремія був обраний його наступником 5 травня 1572 року і залишався на престолі до 29 листопада 1579 року, коли його було скинуто і Митрофан повернувся на престол. Вдруге він став патріархом після смерті Митрофана, з серпня 1580 року. Під час його тривалості митрополит Філіппопольський Феолепт, племінник Митрофана, придивляючись до престолу, продовжував руйнувати його у співпраці з обраним Пахомієм Кесарійським. Вони звинуватили його в тому, що він зробив яничарів ченцями, а турецьких жінок — християнками, а також посилав листи до папи проти турків. Нарешті за допомогою підкупленої лесбійки йому вдалося заарештувати й ув’язнити Єремію. Про вбивство Патріарха відразу поповзли чутки, що його задушили у в'язниці. У березні 1584 року він був скинутий і засланий на Родос.
Востаннє він був патріархом у 1586 або 1588 роках до своєї смерті в 1595 році. Під час цього третього патріархату він подорожував Росією протягом двох років (1588-1590) у церковних справах. Під нестерпним тиском царя Феодора 26 січня 1589 року він визнав золотою буллою патріарше значення за митрополитом Московським Іовом з основною умовою, що «він завжди визнаватиме Вселенську Патріархію як главу Православ’я. Новий Патріархат Росії був визнаний спеціальним Синодом, який зібрався в Константинополі в лютому 1591 року, і рішенням іншого Синоду 12 лютого 1593 року він був зазначений у Диптихах Православної Церкви як п'ятий сан.
Він помер між вереснем і груднем 1595 року в Константинополі, залишивши багатий літературний доробок.

## Доробок
Єремія II мав величний характер і був захисником православ'я. Він мав велику богословську освіту і намагався виховати освічених єпископів. Але його також описують як суворого та самовпевненого. Як тільки він зійшов на Вселенський престол, він скликав Синод, який постановив про необхідне дотримання правил, які раніше не застосовувалися належним чином. Він заборонив оплачувані свячення під страхом відлучення. Синодальним рішенням він намагався реорганізувати викладання «божественних і священних грамот».
Він листувався з папою Григорієм XIII і грецькою громадою Венеції на тему григоріанського календаря. 
У 1583 році Римський папа Григорій XIII послав Єремії II листа, в якому пропонував прийняти новий календар і на його підставі нову пасхалію. У відповідь патріарх Єремія зібрав великий помісний Константинопольський собор у 1583 році, 20 листопада, на який запросив патріарха Олександрійського Сильвестра та патріарха Єрусалимського Софронія IV, на цьому соборі грецькі ієрархи підписали документ «Сингіліон» (Σιγγίλιον) в якому не тільки знову засудили та анафемствували  католицькі догмати та звичаї: Філіокве; причастя мирян тільки Тілом Христовим і не причастя мирян Кров'ю Христовою; служіння літургії на опрісноках; вчення про те, що Христос судитиме лише душі у другому приході без тіла; вчення про чистилище; верховенство папи Римського та індульгенцію; але й анафемствували  всіх тих, хто прийме Григоріанську пасхалію та Григоріанський календар.
Після другого патріархату він був засланий своїм наступником, Пахомієм II, на Родос.
З 1576 по 1581 рік він провів перші важливі богословські бесіди між православ’ям і протестантами (протестантами) щодо можливої унії. Він вперше відповів протестантським теологам Тюбінгена «Викладом православної віри». Цим він заперечував зловживання «Сповіданням Августа», перекладений примірник якого був подарований йому 24 травня 1575 р. лютеранами Мартіном Крузіусом і Якобом Андреа. Ці листи збереглися, як і ще деякі його трактати на теологічні теми. У них він чітко дає зрозуміти, що Православна Церква не має наміру зазнавати Реформацію, і він припинив відповідні переговори з ними, коли виявив, що вони не збираються приймати православне вчення.
Він відновив монастир Паммакарістос, який тоді був резиденцією патріархату, і прикрасив і освятив патріархат чудовими будівлями та розкішним ремонтом, внутрішнім і зовнішнім. Він також домігся певних привілеїв для грецьких громад в Османській імперії, одним з яких було створення шкіл. До його часу єдиною грецькою школою в імперії була «Велика школа роду». Під впливом патріарха Єремії наприкінці XVI століття було відкрито сім шкіл в Афінах, Лівадії, Хіосі, Смірні, Кідонії, Патмосі та Яніні. Згодом було відкрито ще 40 шкіл по всій Греції та Малій Азії.

## Єремія ІІ і Україна
Протягом 1586–1589 років двічі відвідав Україну. У листопаді 1586 року брав участь в Тернопільсько-Кам'янецькому соборі.
Перебуваючи на українських землях, провів ряд реформ: надав широкі права братствам, а Львівському Успенському братству надав право ставропігії (грудень 1586 року); зобов'язав митрополитів щорічно скликати церковні собори; позбавив сану всіх багатоженців, в тому числі київського митрополита Онисифора Дівочку, супрасльського архимандрита Т. Злобу.
У грудні 1589, повертаючись з Москви через міста Вільно (нині Вільнюс, Литва), Острог (нині Рівненської області; зустрічався з князем Костянитом-Василем Острозьким) і Збараж, прибув до Тернополя, де у дерев'яній церкві Різдва Христового (не збереглася) відслужив богослужіння; потім на майдані перед храмом до Єремії II звернувся проповідник Кирило (Кипріан) із промовою на захист братств. Тоді Єремія II затвердив статут і права «Рождественського церковного братства» у Тернополі.
1589 року висвятив на Митрополита Київського, Галицького та всієї Русі Михайла Рогозу та призначив патріаршим екзархом луцького єпископа Кирила Терлецького.
Реформи, проведені ним (особливо надання широких прав братствам), викликали незадоволення серед українських єпископів, певною мірою дали поштовх до укладення Берестейської унії 1596 року.

## Подальше читання
- Κωνσταντίνου Σάθα, Βιογραφικόν σχεδίασμα περί του πατριάρχου Ιερεμία Β΄ (1870)
- Κατελής Βίγκλας (2017). Ιερεμίας Β’ Τρανός Αρχιεπίσκοπος Κωνσταντινουπόλεως, Νέας Ρώμης και Οικουμενικός Πατριάρχης (1536-1595). Σύλλογος των Αγχιαλιτών της Αθήνας «Η Αγχίαλος», Αθήνα. ISBN 978-960-99160-4-2.
- Acta et scripta theologorum Wirtembergensium et Patriarchae Constantinopolitani D. Hieremiae : quae vtriq(ue) ab anno M.D.LXXVI. vsque ad annum M.D.LXXXI. de Augustana Confessione inter se miserunt / Graecè & Latinè ab ijsdem theologis edita, University of Essex